# Talha ibn Tahir
Talha ibn Tahir (... – 828) è stato un funzionario persiano.

## Biografia
Fu governatore del Khorasan sotto il califfo al-Maʾmūn dall'822 sino alla data della sua morte, nell'828. Noto per le campagne nel Sistan (una regione di confine situata nell'attuale Iran) per sistemare una rivolta.
Fu il secondo governatore della dinastia Tahiride dopo il fondatore, Tahir ibn al-Husain. Gli succedette Abdallah ibn Tahir.